# Motor City Open (squash)

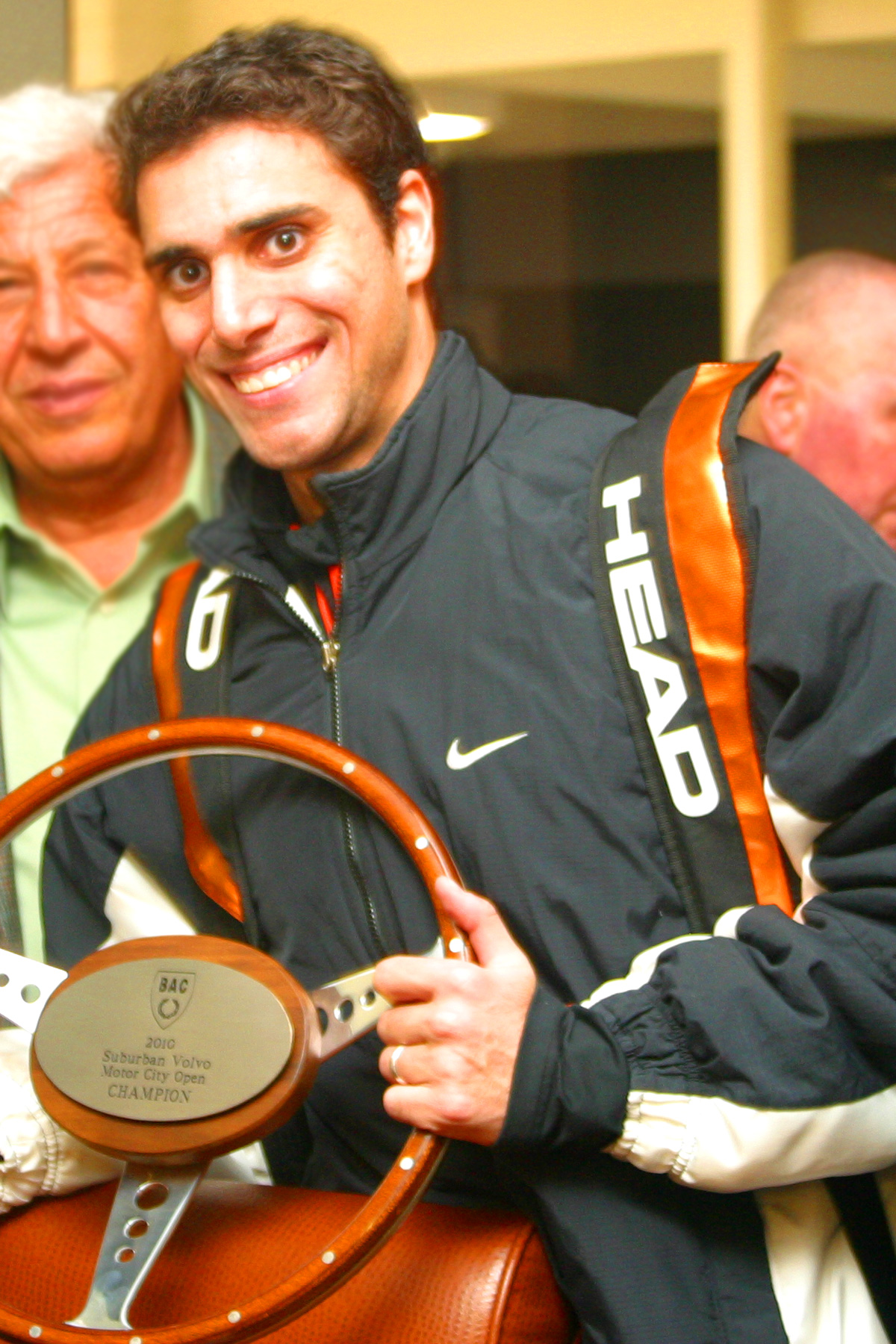
Karim Darwish avec son trophée de vainqueur du Motor City Open

Le Motor City Open est une compétition de squash classé PSA World Series organisé en début d'année, en janvier, à Bloomfield Hills. Le tournoi est hébergé et organisé par le Birmingham Athletic Club, un club de Bloomfield Hills et se tient chaque année depuis 1999, à l'exception de 2008 où le tournoi a été déplacé de novembre au mois de janvier.
Le Motor City Open se tient immédiatement après le Tournament of Champions qui se tient à New York.  
L'ancien joueur professionnel Julian Wellings est le directeur du tournoi.

## Palmarès
| Année | Champion               | Finaliste           | Score en finale                       |
| ----- | ---------------------- | ------------------- | ------------------------------------- |
| 2025  | Paul Coll              | Leonel Cárdenas     | 8-11, 12-10, 11-9, 11-9 (91 min)      |
| 2024  | Diego Elías            | Paul Coll           | 11-8, 11-9, 11-6 (48 min)             |
| 2023  | Diego Elías            | Mazen Hesham        | 11-5, 11-8, 11-9 (48 min)             |
| 2022  | Diego Elías            | Fares Dessouky      | 11-5, 11-8, 11-9                      |
| 2020  | Diego Elías            | Mohamed Elsherbini  | 11-4, 11-5, 11-4 (41 min)             |
| 2019  | Mohamed Abouelghar     | Diego Elías         | 5-11, 11-6, 11-3, 4-11, 11-8 (55 min) |
| 2018  | Marwan El Shorbagy     | Paul Coll           | 11-9, 9-11, 11-8, 8-11, 11-9          |
| 2017  | Ryan Cuskelly          | Ali Farag           | 4–11, 11–5, 11–5, 11–9                |
| 2016  | Ali Farag              | Nick Matthew        | 11-7, 5-11, 11-6, 11-7                |
| 2015  | Miguel Ángel Rodriguez | Stephen Coppinger   | 9-11, 11-7, 8-11, 11-7, 11-3          |
| 2014  | Mohamed El Shorbagy    | Peter Barker        | 8-11, 12-14, 11-4, 11-6, 11-7         |
| 2013  | Amr Shabana            | Karim Darwish       | 11-4, 2-6 rtd                         |
| 2012  | Ong Beng Hee           | Hisham Mohd Ashour  | 11-8, 11-9, 11-7                      |
| 2011  | Mohamed El Shorbagy    | Omar Mosaad         | 8-11, 11-6, 11-8, 11-5                |
| 2010  | Karim Darwish          | Mohd Azlan Iskandar | 11–3, 11–7, 11–4                      |
| 2009  | Borja Golán            | Adrian Grant        | 10–12, 11–9, 11–5, 14–12              |
| 2008  | Pas de compétition     | Pas de compétition  | Pas de compétition                    |
| 2007  | Olli Tuominen          | Stewart Boswell     | 11–7, 11–6, 11–2                      |
| 2006  | John White             | Liam Kenny          | 11–3, 11–4, 11–6                      |
| 2005  | Jonathon Power         | John White          | 11–2, 11–7, 11–6                      |
| 2004  | Grégory Gaultier       | Olli Tuominen       | 11–4, 11–10, 3–11, 11–3               |
| 2003  | Jonathon Power         | Thierry Lincou      | 15–11, 12–15, 15–10, 15–4             |
| 2002  | Nick Taylor            | Graham Ryding       | 15–6, 12–15, 15–9, 15–9               |
| 2001  | Tommy Berden           | Stefan Casteleyn    | 10-15, 15-12, 15-11, 12-15, 15-12     |
| 2000  | David Palmer           | Alex Gough          | 12–15, 15–10, 15–11, 15–10            |
| 1999  | Peter Marshall         | David Palmer        | 15–10, 15–7, 15–12                    |